# 205-я истребительная авиационная дивизия
205-я истребительная авиационная Кировоградская дивизия — соединение Военно-Воздушных сил (ВВС) Вооружённых Сил РККА, принимавшее участие в боевых действиях Великой Отечественной войны.

## Создание дивизии
Сформирована 12 мая 1942 года на базе Военно-Воздушных Сил 13-й и 40-й армий на основании приказа НКО № 0082 от 5 мая 1942 года.

### Боевой путь
- В мае — начале июля 1942 года вела боевые действия на орловском направлении, прикрывая с воздуха соединения 13-й армии и 1-го танкового корпуса.
- В июле — октябре 1942 года во взаимодействии с другими истребительными авиационными соединениями 2-й воздушной армии прикрывала войска 38, 40 и 1-й танковой армий Воронежского фронта в ходе оборонительных сражений. Лётчики дивизии произвели свыше 1,5 тысячи боевых вылетов и сбили в воздушных боях 58 самолётов противника.
- В январе- марте 1943 года дивизия участвовала в Воронежско-Касторненской, Острогожско-Россошанской и Харьковской наступательных операциях войск Воронежского фронта.
- В июле-августе 1943 года в составе 5-го истребительного авиационного корпуса 2-й воздушной армии Воронежского фронта, с 20 июля 1943 года- 7-го истребительного авиационного корпуса (в котором действовала до конца войны) 5-й воздушной армии Степного фронта участвовала в битве вод Курском.
- Только в период подготовки и в ходе оборонительного сражения части дивизии сбили в воздушных боях 199 немецко-фашистских самолётов.
- В сентябре 1943 года — январе 1944 года дивизия совместно с другими соединениями истребительной авиации Степного (с 20 окт. 1943 2-го Украинского) фронта эффективно прикрывала войска при ведении боёв за освобождение Левобережной Украины, при форсировании Днепра и наступлении на криворожском и кировоградском направлениях.
- За отличие в боях при овладении войсками фронта г. Кировоград 8 января 1944 года была удостоена почётного наименования «Кировоградской».
- В период разгрома немецко-фашистских войск на Правобережной Украине дивизия участвовала в Корсунь-Шевченковской и Уманско-Ботошанской операциях, в ходе которых произвела более 2 тысяч самолёто-вылетов, уничтожив в воздушных боях 170 самолётов противника.
- В июле 1944 года дивизия в составе 7-го истребительного авиационного корпуса была передана во 2-ю воздушную армию 1-го Украинского фронта.
- В Львовско-Сандомирской операции прикрывала соединения 1-й и 3-й гвардейских танковых и 13-й армий при прорыве обороны, окружении и уничтожении бродской группировки противника, развитии наступления, форсировании р. Висла и захвате сандомирского плацдарма.
- Награждена орденами Ленина, Красного Знамени, Кутузова 2-й степени;
- Около тысячи воинов награждены орденами и медалями, 17 лётчиков удостоены звания Героя Советского Союза.
- Завершила войну как 22-я гвардейская истребительная авиационная Кировоградская ордена Ленина Краснознамённая ордена Кутузова дивизия

## Переименование дивизии
- Приказом НКО № 0341 от 27 октября 1944 года 205-я истребительная авиационная Кировоградская дивизия переименована в 22-ю гвардейскую истребительную авиационную Кировоградскую дивизию.

## Расформирование дивизии
В марте 1947 года расформирована

## Состав
- 17-й истребительный авиационный полк — с 12 мая 1942 года по 10 декабря 1942 года. Выведен на доукомплектование.
- 165-й истребительный авиационный полк — с 12 мая 1942 года по 4 июля 1942 года. Убыл в 4-й отдельный учебно-тренировочный авиационный полк.
- 563-й истребительный авиационный полк — с 15 мая 1942 года по 9 сентября 1942 года. Передан в состав 283-й истребительной авиационной дивизии.
- 508-й истребительный авиационный полк — с 7 июня 1942 года по 27 марта 1943 года. Убыл в 13-й запасной истребительный авиационный полк.
- 61-й штурмовой авиационный полк -  с 24 июня по 10 июля 1942 года. Передан в состав 227-й штурмовой авиационной дивизии.
- 895-й истребительный авиационный полк — с 30 июня 1942 года по 25 августа 1942 года. Убыл в 8-й запасной истребительный авиационный полк.
- 438-й истребительный авиационный полк — с 10 октября 1942 года по 4 февраля 1943 года. Убыл в 4-й отдельный учебно-тренировочный авиационный полк.
- 737-й истребительный авиационный полк — с 15 января 1943 года по 10 марта 1943 года. Передан в состав 291-й штурмовой авиационной дивизии.
- 438-й истребительный авиационный полк — с 5 мая 1943 года по 10 июля 1943 года. Убыл в 22-й запасной истребительный авиационный полк.
- 27-й истребительный авиационный полк — с 8 мая 1943 года по 18 июля 1943 года. Убыл в 22-й запасной истребительный авиационный полк.
- 508-й истребительный авиационный полк — с 8 мая 1943 года по 17 июля 1943 года. Убыл в 22-й запасной истребительный авиационный полк.
- 27-й истребительный авиационный полк — с 4 октября 1943 года по 9 октября 1943 года. Приказом НКО № 293 переименован в 129-й гвардейский истребительный авиационный полк.
- 438-й истребительный авиационный полк — с 4 октября 1943 года по 27 октября 1944 года. Приказом НКО № 0341 переименован в 212-й гвардейский «Ярославский» истребительный авиационный полк.
- 508-й истребительный авиационный полк — с 4 октября 1943 года по 27 октября 1944 года. Приказом НКО № 0341 переименован в 213-й гвардейский истребительный авиационный полк.
- 129-й гвардейский истребительный авиационный полк — с 9 октября 1943 года по 27 октября 1944 года.
- 241-й штурмовой авиационный полк - с 10 ноября 1942 года по 01 апреля 1943 года.
- 567-й штурмовой авиационный полк[2] - со 2 сентября 1942 года по 5 января 1943 года, убыл на доукомплектование.

## Подчинение
- С 12 мая 1942 года по 7 июля 1942 года — в составе 2-й воздушной армии Брянского Фронта.
- С 7 июля 1942 года по 16 ноября — в составе 2-й воздушной армии Воронежского Фронта.
- С 16 ноября 1942 года по 21 декабря 1942 года — в составе 2-й воздушной армии Юго-Западного Фронта.
- С 21 декабря 1942 года по 4 марта 1943 года — в составе 2-й воздушной армии Воронежского Фронта.
- С 4 марта 1943 года по 8 мая 1943 года — в составе Резерва Верховного Главного Командования.
- С 8 мая 1943 года по 17 июля 1943 года — в составе 2-й воздушной армии Воронежского Фронта.
- С 17 июля 1943 года по 4 октября 1943 года — в составе Резерва Верховного Главного Командования.
- С 4 октября 1943 года по 8 июля 1944 года — в составе 5-й воздушной армии 2-го Украинского Фронта.
- С 8 июля 1944 года по 27 октября 1944 года — в составе 2-й воздушной армии 1-го Украинского Фронта.
- В составе 7-го истребительного авиационного корпуса , 6-го гвардейского истребительного авиационного корпуса.

## Участие в операциях и битвах
- Воронежско-Ворошиловградская операция — с 28 июня 1942 года по 24 июля 1942 года.
- Сталинградская битва — с 17 июля 1942 года по 2 февраля 1943 года.
- Среднедонская операция — с 16 декабря 1942 года по 30 декабря 1942 года.
- Острогожско-Россошанская операция — с 13 января 1943 года по 27 января 1943 года.
- Воронежско-Касторненская операция (1943) — с 24 января 1943 года по 2 февраля 1943 года.
- Харьковская операция (1943) — с 2 февраля 1943 года по 25 марта 1943 года.
- Курская битва- с 5 июля 1943 года по 23 июля 1943 года
- Белгородско-Харьковская операция «Румянцев» — с 3 августа 1943 года по 23 августа 1943 года.
- Кировоградская операция — с 5 января 1944 года по 16 января 1944 года.
- Корсунь-Шевченковская операция — с 24 января 1944 года по 17 февраля 1944 года.
- Уманско-Ботошанская операция — с 5 марта 1944 года по 17 апреля 1944 года.
- Львовско-Сандомирская операция — с 13 июля 1944 года по 3 августа 1944 года.

## Командование
- Полковник Ухов Валентин Петрович - с 12 мая 1942 года по 18 мая 1942 года. Приказом НКО №0091 от 18 мая 1942 года назначен зам.командира 205 иад.
- Подполковник (с 1 июля 1942 года полковник) Савицкий, Евгений Яковлевич — с 18 мая 1942 года по 12 ноября 1942 года.
- Полковник Немцевич Юрий Александрович[3] — с 13 ноября 1942 года по 28 апреля 1944 года.
- Подполковник Горегляд, Леонид Иванович — с 29 апреля 1944 года по 1 июня 1944 года.
- Полковник Мачин, Михаил Григорьевич — с 2 июня 1944 года по 15 августа 1944 года. Назначен на должность командира 5-го истребительного авиационного корпуса.
- Подполковник Горегляд, Леонид Иванович — с 16 августа 1944 года по 27 ноября 1944 года.

## Награды и наименования
| Награда                                | Дата       | За что получена                                                                        |
| -------------------------------------- | ---------- | -------------------------------------------------------------------------------------- |
| Гвардейская                            | 27.10.1944 | За проявленные в боях мужество и высокое лётное мастерство, организованность и героизм |
| Почётное наименование «Кировоградская» | 08.01.1944 | За успешные боевые действия и за вклад в освобождение Кировограда                      |

- Приказом НКО № 0275 от 10 августа 1944 года на основании Приказа ВГК№ 156 от 28 июля 1944 года 438-му истребительному авиационному полку присвоено почётное наименование «Ярославский».
- Приказом НКО № 0295 от 1 сентября 1944 года на основании приказа ВГК № 167 от 18 августа 1944 года 129-му гвардейскому истребительному авиационному полку присвоено почётное наименование «Сандомирский».
- Приказом НКО № 293 от 9 октября 1943 года 27-й истребительный авиационный полк переименован в 129-й гвардейский истребительный авиационный полк.
- Приказом НКО № 0341 от 27 октября 1944 года 438-й «Ярославский» истребительный авиационный полк переименован в 212-й гвардейский «Ярославский» истребительный авиационный полк.
- Приказом НКО № 0341 от 27 октября 1944 года 508-й истребительный авиационный полк переименован в 213-й гвардейский истребительный авиационный полк
- Указом Президиума Верховного Совета СССР от 9 августа 1944 года 129-й Гвардейский истребительный авиационный полк награждён орденом Богдана Хмельницкого II степени.
- Указом Президиума Верховного Совета СССР от 9 августа 1944 года 508-й истребительный авиационный полк награждён орденом Богдана Хмельницкого II степени.
- Объявлена благодарность:

Приказом ВГК № 57 от 8 января 1944 года за освобождение города Кировоград.

## Отличившиеся воины
Герои Советского Союза:
- Новиков, Алексей Иванович, капитан, командир эскадрильи 17-го истребительного авиационного полка 205-й истребительной авиационной дивизии 4 февраля 1943 года удостоен звания Герой Советского Союза. Золотая Звезда № 782.
- Гулаев, Николай Дмитриевич, старший лейтенант, заместитель командира эскадрильи 27-го истребительного авиационного полка 205-й истребительной авиационной дивизии 28 сентября 1943 года удостоен звания Герой Советского Союза. Золотая Звезда № 1497.
- Сергов Алексей Иванович, штурман 508-го истребительного авиационного полка 205-й истребительной авиационной дивизии 5-го истребительного авиационного корпуса 2-й воздушной армии, майор, 28 сентября 1943 года удостоен звания Герой Советского Союза. Золотая Звезда № 1496.
- 1 июля 1944 года Гулаев, Николай Дмитриевич, капитан, командир эскадрильи 129-го Гвардейского истребительного авиационного полка удостоен звания дважды Герой Советского Союза. Золотая Звезда №?.
- Делегей Николай Куприянович, майор, командир 508-го истребительного авиационного полка 205-й истребительной авиационной дивизии 7-го истребительного авиационного корпуса 5-й воздушной армии 1 июля 1944 года удостоен звания Герой Советского Союза. Золотая Звезда № 4280.
- Михалёв Василий Павлович, старший лейтенант, командир эскадрильи 508-го истребительного авиационного полка 205-й истребительной авиационной дивизии 7-го истребительного авиационного корпуса 5-й воздушной армии 1 июля 1944 года удостоен звания Герой Советского Союза. Золотая Звезда № 4430.
- Чепинога Павел Иосифович, командир эскадрильи 508-го истребительного авиационного полка 205-й истребительной авиационной дивизии 7-го истребительного авиационного корпуса 5-й воздушной армии 26 октября 1944 года удостоен звания Герой Советского Союза. Золотая Звезда № 4606.
- Оборин Александр Васильевич, подполковник, командир 438-го истребительного авиационного полка 205-й истребительной авиационной дивизии 7-го истребительного авиационного корпуса 2-й воздушной армии 10 апреля 1945 года удостоен звания Герой Советского Союза. Посмертно